# Wapen van Brakel (Zaltbommel)

Wapen van Brakel

Het wapen van Brakel toont het wapen van de voormalige gemeente Brakel in Gelderland. Het wapen werd op 20 juli 1916  bevestigd bij Koninklijk Besluit aan de gemeente. De omschrijving luidt:
"Van keel, bezaait met croisettes recroisettées van goud, twee geadosseerde visschen brocherende over het geheel.."

## Geschiedenis
De vissen (volgens Sierksma zalmen) zouden afkomstig zijn van het familiewapen van Van Altena. Het valt niet met zekerheid te zeggen dat de Van Brakells die tot de eerste helft van de 15e eeuw heer van Brakel waren afstammen van de Van Altenas. Hoewel de heerlijkheid wel mogelijk een afsplitsing is van het Land van Altena. De kruisjes op het wapen zijn van latere tijd, onbekend is wanneer dat gebeurde. Het heerlijkheidswapen had leeuwen als schildhouder, voorzien van kroon, dekkleed en helm. De omschrijving maakt geen melding van het aantal kruisjes, er bestaan om die reden dan ook uitvoeringen van schilden met negen kruisjes tot bezaaide schilden. Het schild zoals opgenomen in het register van de Hoge Raad van Adel toont een versie van een bezaaid schild.
Op 1 januari 1999 ging Brakel op in de gemeente Zaltbommel. Er werden geen elementen van Brakel opgenomen in het wapen van Zaltbommel.

## Vergelijkbare wapens
Onderstaande wapens, gerelateerd aan de geslachten Salm en Van Brakell vertonen opvallende gelijkenissen met het wapen van Brakel:

Het wapen van Opper-Salm
Het wapen van Van Brakell
Jan van Brakell (Wapenboek Beyeren)
Herbert van Brakell (Wapenboek Beyeren)
Stamwapen Van Brakell

Aalst · 
Ammerzoden · 
Angerlo · 
Appeltern · 
Batenburg · 
Beesd · 
Beltrum · 
Bemmel · 
Bergharen · 
Bergh · 
Beusichem · 
Borculo · 
Brakel · 
Buurmalsen · 
Deil · 
Didam · 
Dinxperlo · 
Dodewaard ·
Doornspijk ·
Dreumel ·
Driel ·
Echteld ·
Eibergen ·
Elst ·
Est en Opijnen ·
Everdingen ·
Ewijk ·
Gameren ·
Geesteren · 
Geldermalsen · 
Gendringen · 
Gendt ·
Groenlo ·
Groesbeek ·  
Haaften ·
Hedel ·
's-Heerenberg ·
Heerewaarden ·
Hemmen ·
Hengelo ·
Herwen en Aerdt ·
Herwijnen ·
Heteren ·
Heukelum ·
Hoevelaken ·
Horssen ·
Huissen ·
Hummelo en Keppel ·
Hurwenen  ·
Kerkwijk ·
Keppel ·
Kesteren ·
Laren · 
Lichtenvoorde ·
Lienden ·
Lingewaal · 
Maurik ·
Millingen aan de Rijn ·
Nederhemert ·
Neede ·
Neerijnen ·
Netterden ·
Niftrik ·
Nijbroek ·
Ophemert ·
Overasselt ·
Pannerden ·
Poederoijen · 
Renkum ·
Rijnwaarden ·
Rossum ·
Ruurlo ·
Steenderen ·
Terborg ·
Twello ·
Ubbergen ·
Valburg ·
Varik ·
Vorden ·
Vuren ·
Waardenburg ·
Wadenoijen ·
Wamel ·
Wehl ·   
Warnsveld ·
Wisch ·
Zeddam ·
Zelhem ·
Zoelen ·
Zuilichem 

Dorps-, heerlijkheids- en stadswapens: 

Acquoy 
· Baak 
· Barlham 
· Bredevoort 
· Doreweerd 
· Elden
· Enspijk 
· Gellicum 
· Groessen 
· Hakfort 
· Hellouw 
· IJzendoorn 
· Kell  
· Lede en Oudewaard 
· Lichtenberg 
· Loil 
· Maasbommel 
· Meijnerswijk 
· Meteren 
· Middagten 
· Rhenoy 
. Rumpt
· Tricht 
· Verwolde 
· Wildenborch